# ジャンボ宝くじ1億5千万が当たった女!連続殺人
『ジャンボ宝くじ1億5千万が当たった女! 連続殺人』（ジャンボたからくじいちおくごせんまんがあたったおんな れんぞくさつじん）は、1998年から1999年までテレビ朝日系「土曜ワイド劇場」で放送されたテレビドラマシリーズ。全2回。主演は小柳ルミ子、野際陽子。

## キャスト
第1作『南紀勝浦から消えた女の謎 マッサージ嬢が見た天国と地獄』（1998年）
- 福原富子（ホテルのマッサージ師） - 小柳ルミ子
- 大槻良介（勝浦の訪問販売員） - 田中健
- 田之倉芳江（マッサージ派遣会社の社長） - 市田ひろみ
- マッサージ客（富子に迫る客） - 原哲男
- 川村奈美（那智山で自殺をしようとしていた女） - 大西結花
- 高木裕治（富子の知人・居酒屋の板前） - 潮哲也
- 岡崎幸恵（ホテルの仲居） - 銀粉蝶
- 西脇陽次郎（西脇興業社長） - 久富惟晴
- 中田康夫（高木に金を貸していた男） - 荒木優騎
- 堂本刑事（刑事・杉山の部下） - 池田政典
- 杉山吾一（警部） - 佐川満男
- 矢部（証券マン） - 河本忠夫
- 武居 - 池田勝志
- 居酒屋主人（高木が働いていた居酒屋の主人） - 松尾勝人
- 銀行支店長（大阪中央銀行の支店長） - 芝本正
- レポーター（高木と幸恵の殺害事件を報じるレポーター） - 相良瑠実子
- アナウンサー（高木と幸恵の殺害事件を報じるアナウンサー） - 塩見一之
- 佐伯義雄 - 鳴戸孝史
- 旅館の仲居（富子と奈美が宿泊した旅館の仲居） - 西陽子
- 温泉ギャル - 水元理穂
- マッサージ客 - ギアンナ・カラバイン
- 喫茶店の客（田之倉の友人） - 川崎あかね
- ホテルの仲居 - 田辺ひとみ

第2作『拾ったバッグと30億遺産相続の謎 明石大橋～鳴門海峡～徳島～脇町～大歩危小歩危～秘湯祖谷温泉～宍喰』（1999年）
- 立花寿々子（『ホームカーゴ』の宅配便業者） - 野際陽子
- 内堀雄三（弁護士） - 清水綋治
- 所長（『ホームカーゴ』の所長・寿々子の上司） - 芦屋小雁
- 山室 / 結城宏明（寿々子の友人） - 田渕岩夫
- 三宅伸彦（居酒屋の常連客） - 今井雅之（少年時代：田附篤）
- 浅倉孝雄（寿々子が徳島のホテルで出会う男） - 井田州彦
- 田辺安太郎（京都府警の警部補） - 西田良
- 荒木徹（京都府警の刑事・田辺の部下） - 三国一夫
- 真弓（ヒッチハイクをするOL） - 江口尚
- 君江（ヒッチハイクをするOL） - かとうあつき
- 小谷圭子（寿々子が拾ったバッグの持ち主） - 松井紀美江
- 澄江（三宅の母） - 宮本毬子
- 島田敏子（寿々子の同僚） - 松金よね子
- 梶原（寿々子を追う男） - 武井三二
- 西尾（寿々子を追う男） - 池田勝志
- 銀行支店長（東都銀行京都支店の支店長） - 亀井賢二
- 外車セールスマン - 柴田善行
- 遺失物係 - 松尾勝人
- 受付（三宅が勤務する会社の受付） - 松原美穂
- 捜査官 - 宇佐見伸
- 刑事 - 大谷文敏
- 吉村 - 大石昭弘
- やくざ風の男 - 阪本漢山
- 空き巣 - 東田達夫
- 宝くじ売り子 - 和泉ちぬ
- ナルトホテルフロント - 森仁美、森本真由美
- 宍喰フロント - 深澤裕、竹本道裕、濱崎さゆり
- 宍喰レストラン - 東輝喜、見吉貴子

## スタッフ
- 脚本 - 中村勝行
- 監督 - 大熊邦也、石原興
- 音楽 - 宮本一
- プロデューサー - 櫻井洋三、小橋智子、辰野悦央、齋藤立太
- 制作 - 朝日放送、松竹京都映画

## 放送日程
| 話数 | 放送日        | サブタイトル                                                                                    | 脚本     | 監督     |
| ---- | ------------- | ----------------------------------------------------------------------------------------------- | -------- | -------- |
| 1    | 1998年1月17日 | 南紀勝浦から消えた女の謎 マッサージ嬢が見た天国と地獄                                           | 中村勝行 | 大熊邦也 |
| 2    | 1999年6月19日 | 拾ったバッグと30億遺産相続の謎 明石大橋～鳴門海峡～徳島～脇町～大歩危小歩危～秘湯祖谷温泉～宍喰 | 中村勝行 | 石原興   |